# Record du monde de natation messieurs du 100 mètres dos

## Bassin de 50 mètres
| Temps        | Athlète                 | Naissance | Âge | Nationalité        | Compétition                           | Lieu               | Date              |
| ------------ | ----------------------- | --------- | --- | ------------------ | ------------------------------------- | ------------------ | ----------------- |
| 1 min 24 s 6 | Arno Bieberstein        |           |     | Empire allemand    |                                       | Londres            | 17 juillet 1908   |
| 1 min 20 s 8 | Maurice Wechesser       |           |     | Belgique           |                                       | Schaerbeek         | 2 octobre 1910    |
| 1 min 18 s 8 | András Baronyi          |           |     | Hongrie            |                                       | Budapest           | 17 juillet 1911   |
| 1 min 18 s 4 | Oskar Schiele           |           |     | Empire allemand    |                                       | Belgique Bruxelles | 6 avril 1912      |
| 1 min 15 s 6 | Otto Fahr               |           |     | Empire allemand    |                                       | Magdebourg         | 29 avril 1912     |
| 1 min 14 s 8 | Warren Kealoha          |           |     | États-Unis         | Jeux olympiques, bassin de 100 mètres | Anvers             | 22 août 1920      |
| 1 min 12 s 6 | Warren Kealoha          |           |     | États-Unis         |                                       | Honolulu           | 17 octobre 1922   |
| 1 min 12 s 4 | Warren Kealoha          |           |     | États-Unis         |                                       | Honolulu           | 13 avril 1924     |
| 1 min 11 s 2 | Walter Laufer           |           |     | États-Unis         |                                       | Berlin             | 20 juin 1926      |
| 1 min 09 s 0 | George Kojac            |           |     | États-Unis         |                                       | Détroit            | 23 juin 1928      |
| 1 min 08 s 2 | George Kojac            |           |     | États-Unis         |                                       | Amsterdam          | 9 août 1928       |
| 1 min 07 s 0 | Adolph Kiefer           | 1918      |     | États-Unis         |                                       | Berlin             | 20 octobre 1935   |
| 1 min 06 s 2 | Adolph Kiefer           | 1918      |     | États-Unis         |                                       | Krefeld            | 22 octobre 1935   |
| 1 min 04 s 9 | Adolph Kiefer           | 1918      |     | États-Unis         |                                       | Breslau            | 9 novembre 1935   |
| 1 min 03 s 6 | Allen Stack             |           |     | États-Unis         |                                       | New Haven          | 4 février 1949    |
| 1 min 03 s 3 | Gilbert Bozon           | 1935      | 17  | France             |                                       | Troyes             | 26 décembre 1952  |
| 1 min 02 s 8 | Yoshinobu Oyakawa       |           |     | États-Unis         |                                       | New Haven          | 1er avril 1954    |
| 1 min 02 s 2 | David Theile            |           |     | Australie          |                                       | Melbourne          | 6 décembre 1956   |
| 1 min 01 s 5 | John Monckton           |           |     | Australie          |                                       | Melbourne          | 15 février 1958   |
| 1 min 01 s 3 | Robert Bennett          |           |     | États-Unis         |                                       | Los Angeles        | 19 août 1961      |
| 1 min 01 s 0 | Tom Stock               |           |     | États-Unis         |                                       | Cuyahoga Falls     | 11 août 1962      |
| 1 min 00 s 9 | Tom Stock               |           |     | États-Unis         |                                       | Cuyahoga Falls     | 12 août 1962      |
| 1 min 00 s 8 | Ernst-Joachim Küppers   |           |     | Allemagne          |                                       | Dortmund           | 28 août 1964      |
| 1 min 00 s 0 | Harold Mann             | 1942      |     | États-Unis         |                                       | New York           | 3 septembre 1964  |
| 59 s 6       | Harold Mann             | 1942      |     | États-Unis         |                                       | Tokyo              | 16 octobre 1964   |
| 59 s 5       | Doug Russell            |           |     | États-Unis         |                                       | Tokyo              | 28 août 1967      |
| 59 s 3       | Charles Hickcox         |           |     | États-Unis         |                                       | Tokyo              | 28 août 1967      |
| 59 s 1       | Charles Hickcox         |           |     | États-Unis         |                                       | Tokyo              | 31 août 1967      |
| 58 s 4       | Roland Matthes          | 1950      |     | Allemagne de l'Est |                                       | Leipzig            | 21 septembre 1967 |
| 58 s 0       | Roland Matthes          | 1950      |     | Allemagne de l'Est |                                       | Mexico             | 26 octobre 1968   |
| 57 s 8       | Roland Matthes          | 1950      |     | Allemagne de l'Est |                                       | Wurzbourg          | 23 août 1969      |
| 56 s 9       | Roland Matthes          | 1950      |     | Allemagne de l'Est |                                       | Barcelone          | 8 septembre 1970  |
| 56 s 7       | Roland Matthes          | 1950      |     | Allemagne de l'Est |                                       | Leipzig            | 4 septembre 1971  |
| 56 s 3       | Roland Matthes          | 1950      |     | Allemagne de l'Est |                                       | Munich             | 8 avril 1972      |
| 56 s 30      | Roland Matthes          | 1950      |     | Allemagne de l'Est |                                       | Munich             | 4 septembre 1972  |
| 56 s 19      | John Naber              | 1956      |     | États-Unis         |                                       | Montréal           | 18 juillet 1976   |
| 55 s 49      | John Naber              | 1956      |     | États-Unis         |                                       | Montréal           | 19 juillet 1976   |
| 55 s 44      | Rick Carey              | 1963      |     | États-Unis         |                                       | Clovis             | 6 août 1983       |
| 55 s 38      | Rick Carey              | 1963      |     | États-Unis         |                                       | Clovis             | 6 août 1983       |
| 55 s 19      | Rick Carey              | 1963      |     | États-Unis         |                                       | Caracas            | 21 août 1983      |
| 55 s 17      | Igor Polyansky          |           |     | Union soviétique   |                                       | Tallinn            | 15 mars 1988      |
| 55 s 16      | Igor Polyansky          |           |     | Union soviétique   |                                       | Tallinn            | 16 mars 1988      |
| 55 s 00      | Igor Polyansky          |           |     | Union soviétique   |                                       | Moscou             | 16 juillet 1988   |
| 54 s 95      | David Berkoff           |           |     | États-Unis         |                                       | Austin             | 13 août 1988      |
| 54 s 91      | David Berkoff           |           |     | États-Unis         |                                       | Austin             | 13 août 1988      |
| 54 s 51      | David Berkoff           |           |     | États-Unis         |                                       | Séoul              | 24 septembre 1988 |
| 53 s 93      | Jeff Rouse              | 1970      | 21  | États-Unis         | Championnats pan-pacifiques           | Edmonton           | 25 août 1991      |
| 53 s 86      | Jeff Rouse              |           |     | États-Unis         |                                       | Barcelone          | 31 juillet 1992   |
| 53 s 60      | Lenny Krayzelburg       | 1975      |     | États-Unis         | Championnats pan-pacifiques           | Sydney             | 24 août 1999      |
| 53 s 45      | Aaron Peirsol           | 1983      | 21  | États-Unis         | Jeux olympiques (r)                   | Athènes            | 21 août 2004      |
| 53 s 17      | Aaron Peirsol           | 1983      | 22  | États-Unis         | Sélection championnats du monde       | Indianapolis       | 2 avril 2005      |
| 52 s 98      | Aaron Peirsol           | 1983      | 24  | États-Unis         | Championnats du monde                 | Melbourne          | 27 mars 2007      |
| 52 s 89      | Aaron Peirsol           | 1983      | 25  | États-Unis         | Sélection olympiques des États-Unis   | Omaha              | 1er juillet 2008  |
| 52 s 54      | Aaron Peirsol           | 1983      | 25  | États-Unis         | Jeux olympiques (f)                   | Pékin              | 12 août 2008      |
| 52 s 38      | Aschwin Wildeboer Faber | 1986      | 23  | Espagne            | Jeux méditerranéens (rf)              | Pescara            | 1er juillet 2009  |
| 51 s 94      | Aaron Peirsol           | 1983      | 26  | États-Unis         | Championnats USA (f)                  | Indianapolis       | 8 juillet 2009    |
| 51 s 85      | Ryan Murphy             | 1995      | 21  | États-Unis         | Jeux olympiques (r)                   | Rio de Janeiro     | 13 août 2016      |
| 51 s 60      | Thomas Ceccon           | 2001      | 21  | Italie             | Championnats du monde (f)             | Budapest           | 20 juin 2022      |

## Bassin de 25 mètres
| Temps           | Athlète                             | Naissance | Âge   | Nationalité | Compétition                       | Lieu              | Date             |
| --------------- | ----------------------------------- | --------- | ----- | ----------- | --------------------------------- | ----------------- | ---------------- |
| 1 min 20 s 8    | W.D.Weghe                           |           |       | Belgique    |                                   | Schaerbeek        | 1910             |
| 1 min 18 s 4    | Oskar Schiele                       |           |       | Allemagne   |                                   | Bruxelles         | 6 avril 1912     |
| 1 min 11 s 4    | Warren Paoa Kealoha                 |           |       | États-Unis  |                                   | Honolulu          | 19 juin 1926     |
| 1 min 10 s 2    | P.A. House                          |           |       | États-Unis  |                                   | New Haven         | 22 mars 1927     |
| 1 min 07 s 4    | Albert Vandeweghe                   |           |       | États-Unis  |                                   | Honolulu          | 23 juillet 1934  |
| 1 min 07 s 0    | Adolph Kiefer                       |           |       | États-Unis  |                                   | Berlin            | 20 octobre 1935  |
| 1 min 04 s 8    | Adolph Kiefer                       |           |       | États-Unis  |                                   | Détroit           | 18 janvier 1936  |
| 1 min 04 s 0    | Allen Stack                         |           |       | États-Unis  |                                   | New Haven         | 23 juin 1948     |
| 1 min 03 s 3    | Gilbert Bozon                       |           |       | France      |                                   | Troyes            | 26 décembre 1952 |
| 1 min 02 s 1    | Gilbert Bozon                       |           |       | France      |                                   | Troyes            | 27 février 1955  |
| Record officiel |                                     |           |       |             |                                   |                   |                  |
| 52 s 71         | Mark Tewksbury                      |           |       | Canada      |                                   | Bonn              | 16 mars 1991     |
| 52 s 58         | Mark Tewksbury                      |           |       | Canada      |                                   | Sheffield         | 29 mars 1991     |
| 52 s 52         | Mark Tewksbury                      |           |       | Canada      |                                   | Winnipeg          | 20 février 1992  |
| 52 s 50         | Mark Tewksbury                      |           |       | Canada      |                                   | Winnipeg          | 22 février 1992  |
| 51 s 43         | Jeff Rouse                          |           |       | États-Unis  |                                   | Sheffield         | 12 avril 1993    |
| 51 s 28         | Lenny Krayzelburg                   | 1975      |       | États-Unis  |                                   | Berlin            | 5 février 2000   |
| 50 s 75         | Neil Walker                         |           |       | États-Unis  |                                   | Athènes           | 19 mars 2000     |
| 50 s 58         | Thomas Rupprath                     |           |       | Allemagne   |                                   | Melbourne         | 8 décembre 2002  |
| 50 s 32         | Peter Marshall                      | 1982      | 22    | États-Unis  |                                   | East Meadow       | 26 mars 2004     |
| 49 s 99         | Ryan Lochte                         | 1984      | 22    | États-Unis  |                                   | Shanghai          | 9 avril 2006     |
| 49 s 94         | Peter Marshall                      | 1982      | 26    | États-Unis  | Coupe du monde (f)                | Stockholm         | 11 novembre 2008 |
| 49 s 63         | Peter Marshall                      | 1982      | 26    | États-Unis  | Coupe du monde (f)                | Berlin            | 15 novembre 2008 |
| 49 s 32         | Stanislav Donets                    | 1983      | 25    | Russie      | Championnats d'Europe (f)         | Rijeka            | 14 décembre 2008 |
| 49 s 20         | Aschwin Wildeboer Faber             | 1986      | 22    | Espagne     | Championnats d'Espagne (r)        | Madrid            | 21 décembre 2008 |
| 49 s 17         | Arkadi Viatchanine                  | 1984      | 25    | Russie      | Championnats d'Europe (d)         | Istanbul          | 12 décembre 2009 |
| 48 s 97         | Arkadi Viatchanine Stanislav Donets | 1984 1983 | 25 26 | Russie      | Championnats d'Europe (f)         | Istanbul          | 13 décembre 2009 |
| 48 s 94         | Nick Thoman                         | 1986      | 23    | États-Unis  | Duel in the pool (r)              | Manchester        | 18 décembre 2009 |
| 48 s 92         | Matt Grevers                        | 1985      | 30    | États-Unis  | Duel in the pool                  | Indianapolis      | 17 décembre 2015 |
| 48 s 90         | Kliment Kolesnikov                  | 2000      | 17    | Russie      | Vladimir Salnikov Cup             | Saint-Pétersbourg | 22 décembre 2017 |
| 48 s 88         | Xu Jiayu                            | 1995      | 23    | Chine       | Coupe du monde                    | Tokyo             | 11 novembre 2018 |
| 48 s 58         | Kliment Kolesnikov                  | 2000      | 20    | Russie      | International Swimming League (f) | Budapest          | 21 novembre 2020 |
| 48 s 33         | Coleman Stewart (en)                | 1998      | 23    | États-Unis  | International Swimming League     | Naples            | 29 août 2021     |

## Bassin de 25 yards
| Temps   | Athlète        | Naissance | Âge | Nationalité | Compétition                             | Lieu         | Date             |
| ------- | -------------- | --------- | --- | ----------- | --------------------------------------- | ------------ | ---------------- |
| 45 s74  | Brian Retterer | 1972      | 22  | États-Unis  | Championnats NCAA (rs)                  | Minneapolis  | 24 mars 1994     |
| 45 s50  | Brian Retterer | 1972      | 23  | États-Unis  | Championnats NCAA (r)                   | Indianapolis | 23 mars 1995     |
| 45 s43  | Brian Retterer | 1972      | 23  | États-Unis  | Championnats NCAA                       | Indianapolis | 24 mars 1995     |
| 44 s92  | Neil Walker    | 1976      | 21  | États-Unis  | Championnats NCAA (rs)                  | Minneapolis  | 27 mars 1997     |
| 44 s 60 | Ryan Lochte    | 1984      | 22  | États-Unis  | Championnats NCAA (rf)                  | Atlanta      | 23 mars 2006     |
| 44 s 55 | Matt Grevers   | 1985      | 27  | États-Unis  | Championnats des États-Unis d'hiver (f) | Austin       | 30 novembre 2012 |
| 44 s 07 | Nick Thoman    | 1986      | 27  | États-Unis  | Championnats des États-Unis d'hiver (f) | Knoxville    | 6 décembre 2013  |